# Institut national de recherche forestière
L'Institut national de recherche forestière (INRF) est un établissement public à caractère scientifique et technologique algérien de recherche situé dans la forêt de Baïnem, à El Hammamet dans la wilaya d'Alger.

## Historique

### Création
L'Institut national de recherche forestière ([INRF) a été créé en 1981 par le décret de création no 81-348 du 12 décembre 1981 en tant qu'établissement public à caractère administratif.
Il a été placé sous la double tutelle du ministère de l'Agriculture et du Développement rural, et du Ministère de l'Enseignement supérieur et de la Recherche scientifique.

### Évolution
Le décret exécutif no 04-420 du 20 décembre 2004 a modifié le statut de l'INRF en établissement public à caractère scientifique et technologique.

## Organisation
Conformément aux textes fixant les missions de l'INRF, les domaines de recherches ont été ventilés en 3 unités de recherche comportant chacune des divisions, des équipes de recherche et les moyens de recherche appropriés.

### Unités de recherche

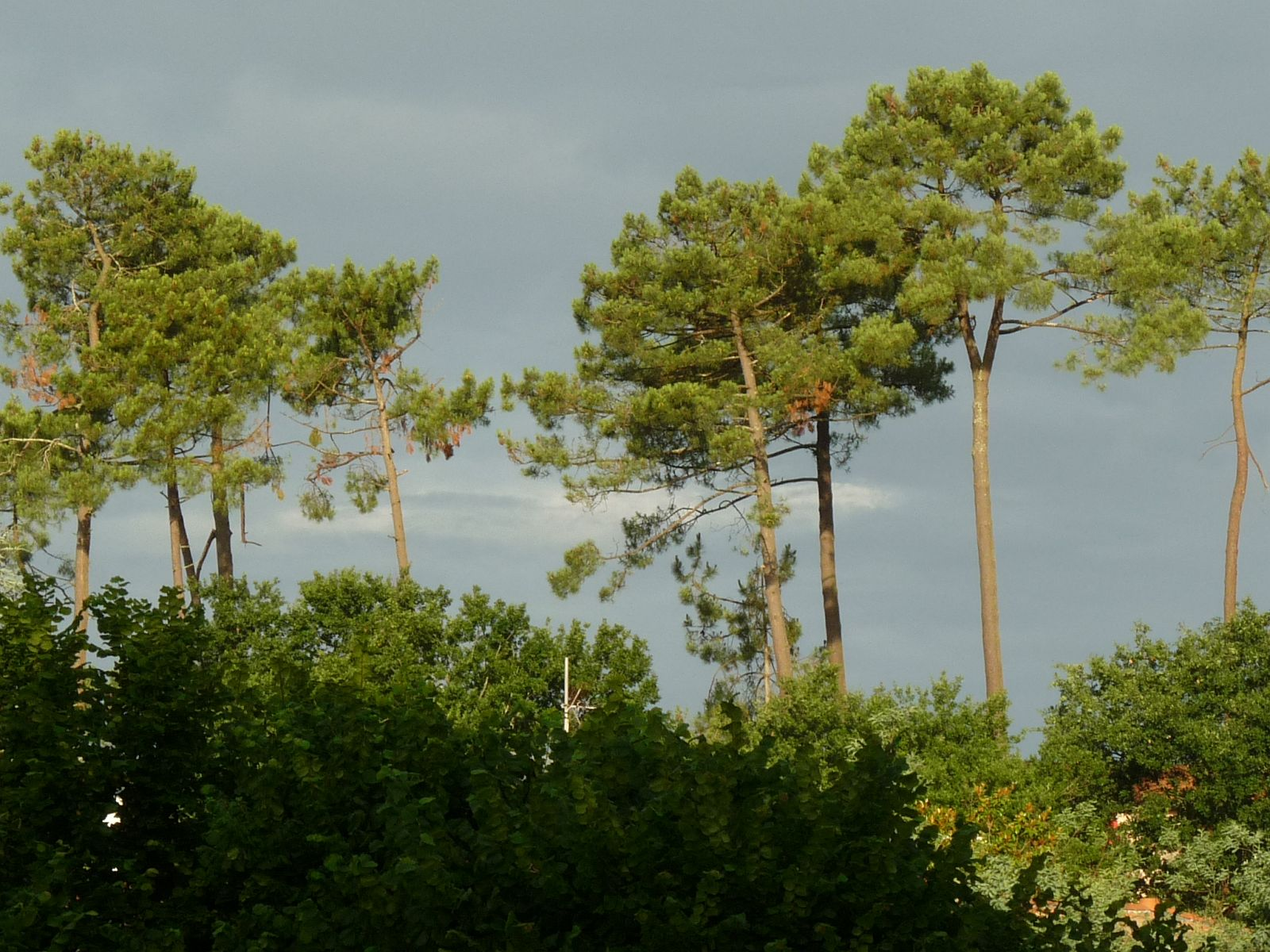
Foresterie.

L'INRF abrite une unité de recherche en foresterie, une autre en biotechnologie forestière et reboisement, et une troisième en érosion éolienne et hydrique.

### Départements
L'INRF comporte un département de l’administration et des finances ainsi qu'un département programmation, formation et communication.

### Structures

#### Pépinière

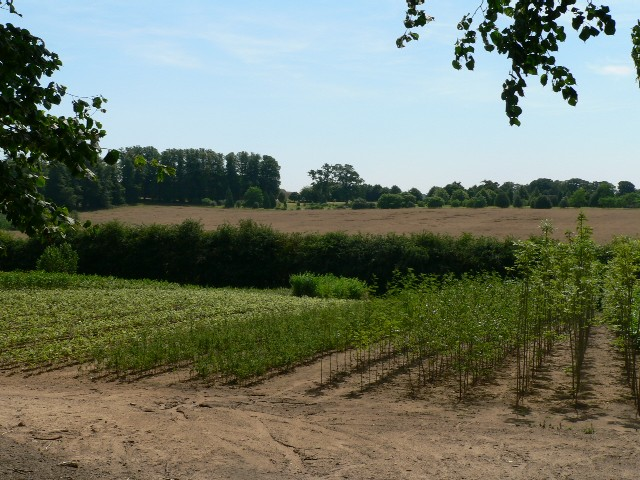
Pépinière d'arbres.

Une pépinière expérimentale est présente dans l'institut national de la recherche forestière (INRF).
Cette pépinière qui produit une moyenne de 50 000 plants forestiers annuellement.
Elle a pour vocation d'étudier, suivre et améliorer le comportement des espèces (feuillus et résineux), d'une part, et répondre à la demande des organismes, associations écologiques et autres institutions publiques ou privées en matière d'assistance scientifique, d'autre part.

#### Arboretum

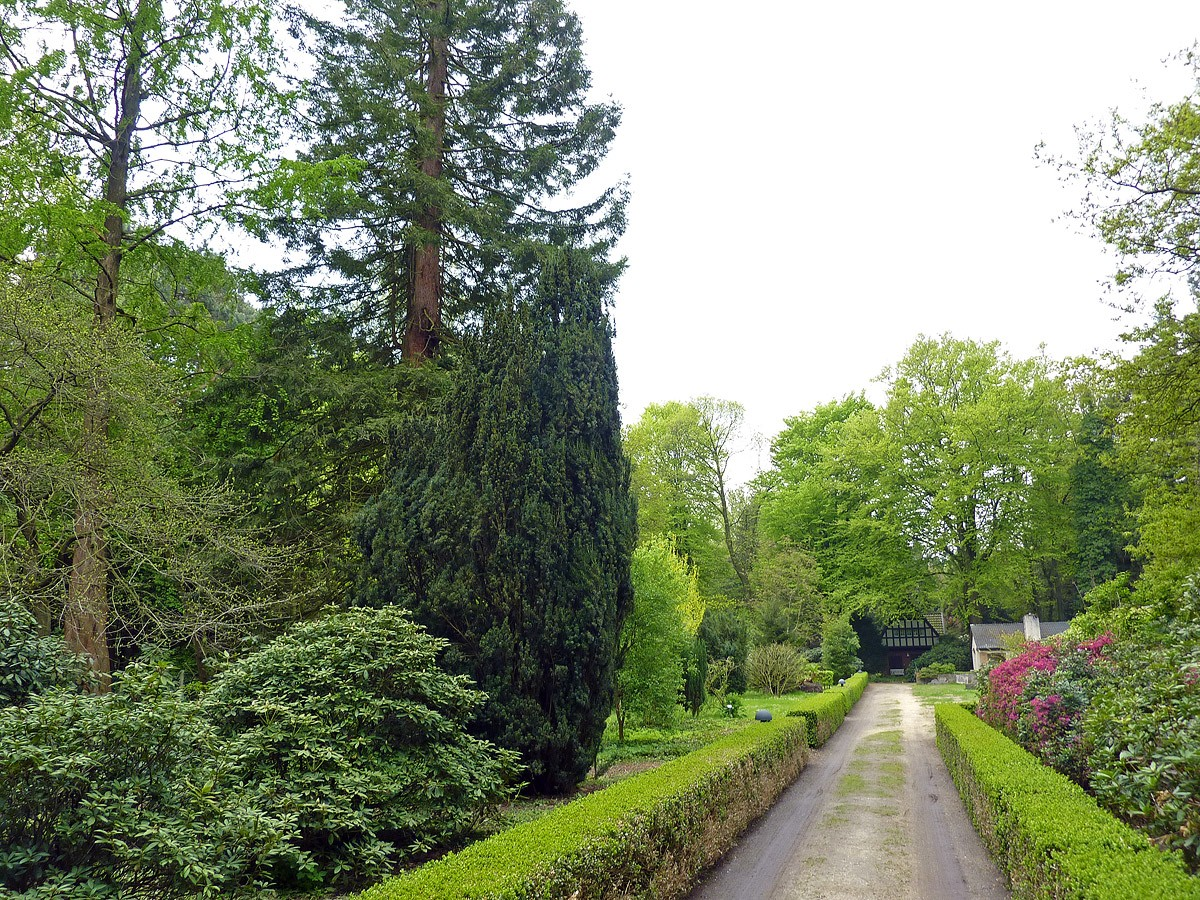
Arboretum.

L'arboretum sert d'appoint pour les pédagogues et les chercheurs en botanique.
Cet arboretum qui s'étend sur environ 50 ha a été réservé à l’introduction d’espèces exotiques diverses (Eucalyptus, pins, chênes, cèdre, etc.).
On y recense plusieurs espèces d'arbres et d'arbustes autochtones ou exotiques:
- Acacia :
  - Acacia saligna ;
  - Acacia melanoxylon ;
  - Acacia pycnantha ;
- Callitris quadrivalvis ;
- Castanea sativa ;
- Casuarina equisetifolia ;
- Cedrus deodora ;
- Celtis australis ;
- Cupressus :
  - Cupressus arizonica ;
  - Cupressus glabra ;
  - Cupressus lambertiana ;
  - Cupressus sempervirens ;
- Etraclinis articulata ;
- Fraxinus oxyphylla ;
- Gleditschia robusta ;
- Pinus :
  - Pinus brutia ;
  - Pinus canariensis ;
  - Pinus coulteri ;
  - Pinus insigna ;
  - Pinus laricio ;
  - Pinus patula ;
- Quercus :
  - Quercus robur ;
  - Quercus aegylops ;

#### Serres
Plusieurs serres sont implantées sur le site de l'INRF.

#### Laboratoire mycologique
Le laboratoire mycologique de l'INRF de la forêt de Baïnem étudie l'armillaire (Armillaria) qui est fréquemment observé sur des arbres dépérissants ou morts. Ce champignon Armillaria mellea a été retrouvé sur chêne zéen et le chêne-liège dans la forêt de Baïnem par l'équipe de pathologie du Département de Protection des Forêts de l'INRF.
La présence de l'Hypoxylon mediterraneum ou maladie du charbon de la mère a aussi été constatée et confirmée par le laboratoire de pathologie de l'INRF sur des chênes-lièges dans la forêt de Baïnem.

#### Herbier
L'herbier de l'INRF de la forêt de Baïnem compte quelque 2 600 espèces et variétés florales, soit une collection qui permet de répertorier et d'identifier les espèces qui existent dans l'ensemble du couvert végétal en Algérie.

## Stations régionales

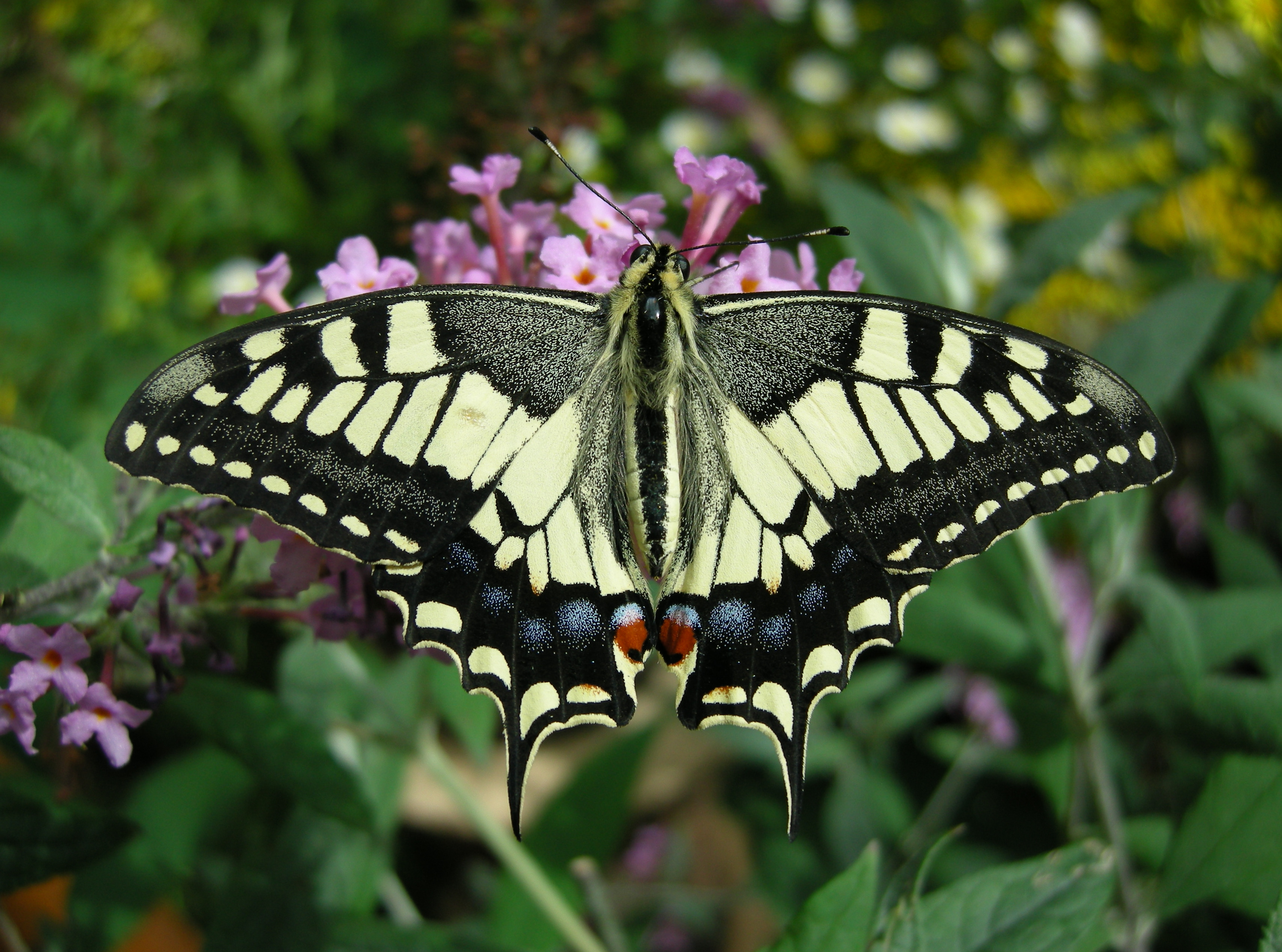
Le papillon, un indicateur de la biodiversité d'un écosystème.

L'INRF a créé et équipé 13 stations régionales de recherche et d'expérimentation implantées dans les principaux écosystèmes forestiers, steppiques et sahariens.
Ces stations régionales de recherche et d'expérimentation se répartissent comme suit :
1. Station de recherche forestière d'Aïn Dheheb à Médéa.
2. Station de recherche forestière de Aïn Sekhouna à Saïda.
3. Station de recherche forestière de Baraki[12] à Alger.
4. Station de recherche forestière de Djelfa à Djelfa.
5. Station de recherche forestière d'El Aouana à Jijel.
6. Station de recherche forestière d'El Kala à El Tarf.
7. Station de recherche forestière de Guedjal à Sétif.
8. Station de recherche forestière de Mansourah à Tlemcen.
9. Station de recherche forestière de Tamanrasset à Tamanrasset.
10. Station de recherche forestière de Telagh à Sidi Bel Abbès.
11. Station de recherche forestière de Ténès à Chlef.
12. Station de recherche forestière de Yakouren à Tizi Ouzou.

Ce sont des entités de recherche scientifique pluridisciplinaires, exerçant sous le contrôle, la coordination et le suivi des unités de recherche dont l’activité est dominante.

## Objectifs
Les objectifs socio-économiques des recherches à l'INRF prennent en compte les orientations du plan d’action forestier élaboré par le Plan national de développement agricole (PNDA) du ministère de l’Agriculture et du Développement rural.

## Publications

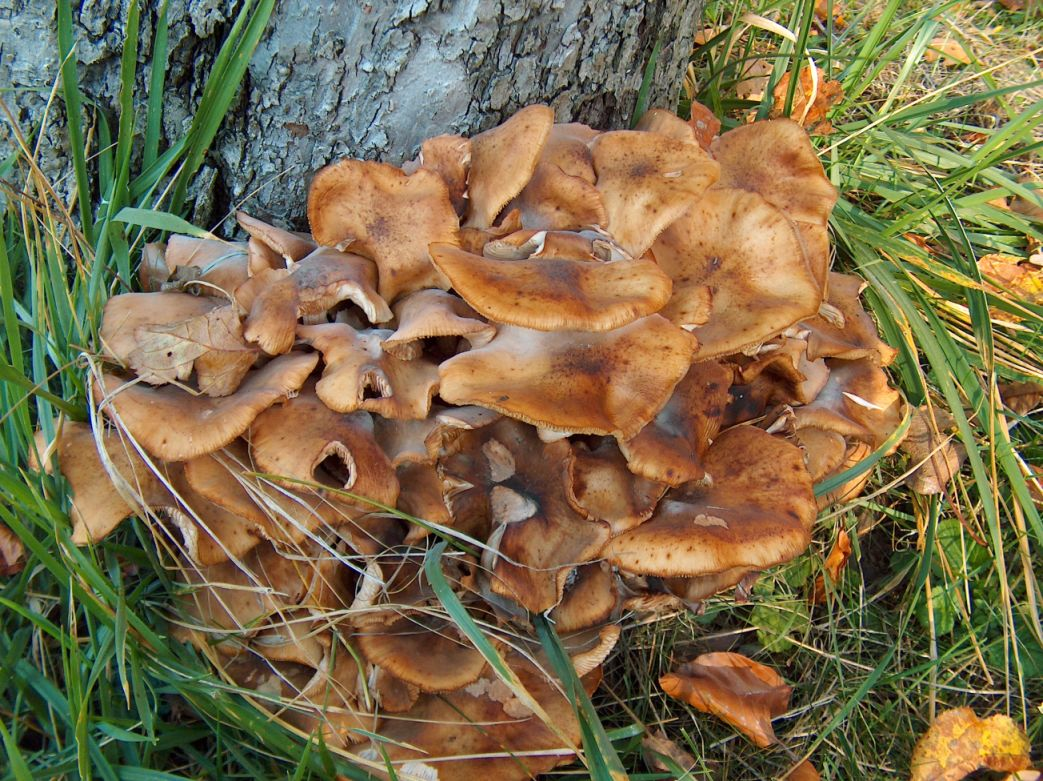
Armillaire couleur de miel (Armillaria mellea).

- Annales de la recherche forestière en Algérie.
- Revue : La forêt algérienne.
- Guide des principaux arbres et arbustes du Sahara central (Ahhagar et Tassili).
- Guide pratique pour la reconnaissance des arbres et peuplements porte-graines, la récolte, le traitement, la conservation et le semis en pépinière des glands de chêne=liège.
- Guide santé des forêts : insectes ravageurs et champignons pathogènes.
- Catalogue descriptif des produits forestiers de terroir.
- Guide sur les brise-vents en région aride et semi-aride.

### Recherche forestière
- Centre cynégétique de Réghaïa (CCR)
- Centre cynégétique de Zéralda (CCZ)
- Centre national de baguage (CNB)

### Sites forestiers
- Forêt de Baïnem
- Forêt de Réghaïa
- Forêt de Zéralda